# تنگکو رزالیق حمزه
تنگکو رزالیق حمزه (انگلیسی: Tengku Razaleigh Hamzah) کارآفرین، سیاست‌مدار و مدیر ارشد اجرایی اهل مالزی است، که هم‌اکنون بعنوان نماینده مجلس مالزی فعالیت می‌کند. وی بنیانگذار و نخستین مدیرعامل شرکت نفت و گاز پتروناس بشمار می‌آید. حمزه در فاصله سالهای ۱۹۷۶ تا ۱۹۸۴ وزیر بازرگانی مالزی بود و از سال ۱۹۸۴ تا ۱۹۸۷ بعنوان وزیر صنایع و تجارت مالزی فعالیت می‌کرد.